# Mariella Devia
Mariella Devia (Chiusavecchia, 12 aprile 1948) è un soprano italiano.

## Biografia
Dopo aver iniziato sedicenne gli studi di canto al Conservatorio di Milano, seguì a Roma la sua insegnante, Jolanda Magnoni, e si diplomò al Conservatorio Santa Cecilia. Nel 1973 fece il suo debutto teatrale al Comunale di Treviso in Lucia di Lammermoor, essendo risultata vincitrice nel Concorso Internazionale Toti Dal Monte di quell'anno. Il personaggio di Lucia rimarrà uno dei suoi principali cavalli di battaglia per oltre trent'anni, fino all'addio scaligero del 2006, segnando «un punto d'arrivo difficilmente superabile nella storia del belcanto, come le è stato riconosciuto dal pubblico e dalla critica nei più importanti teatri del mondo». Dopo il debutto, la carriera della Devia si estese gradualmente ai vari palcoscenici italiani, maggiori e minori, iniziando dal Teatro Regio di Torino, dove fu seconda interprete di Gilda nel Rigoletto di Verdi il 29 dicembre 1973, per culminare, molti anni dopo, alla Scala di Milano, dove esordì nel 1987 come Giulietta ne I Capuleti e i Montecchi di Bellini. Nel 1977 aveva anche preso parte ad una prima rappresentazione assoluta, impersonando il ruolo di Maria Rosaria in Napoli milionaria di Nino Rota, al Festival dei Due Mondi di Spoleto.
Sul piano internazionale, esordì nel dicembre 1979 al Metropolitan Opera House come Gilda, rimanendo quindi attiva per un quindicennio, con grande successo, sulle scene newyorkesi, sia nel principale teatro lirico, sia alla Carnegie Hall, dove apparve per la prima volta nel 1981 come protagonista della Lakmé. Il suo esordio viennese alla Staatsoper risale al 1984, ancora come Gilda, mentre quello parigino alla Salle Favart, all'interno comunque del cartellone dell'Opéra, ebbe luogo nel 1987, con Elvira de I puritani. L'anno successivo fu la volta della Royal Opera House di Londra, dove interpretò Costanza nel Ratto dal serraglio di Mozart.
Dopo quasi trent'anni di successi sui palcoscenici di tutto il mondo con un repertorio sostanzialmente da soprano lirico-leggero e di coloratura, la carriera della Devia è proseguita a lungo, senza dare segni di stanchezza, anche nel nuovo millennio, evidenziando semmai la tendenza ad un allargamento di orizzonte in senso drammatico. In sede del già ricordato addio al personaggio di Lucia di Lammermoor nel 2006, la cantante ebbe modo di dichiarare che trovava ormai difficile ricercare nuove motivazioni nell'interpretazione di un ruolo di giovinetta che aveva affrontato almeno 350 volte, e che avrebbe invece preferito dedicarsi in futuro a figure di donne più mature e più in linea con la sua età. Conseguentemente, dopo aver già affrontato, fin dal 2001, il ruolo di Lucrezia Borgia, la Devia ha poi ulteriormente allargato il suo repertorio alla trilogia delle grandi regine donizettiane, interpretando Maria Stuarda al Teatro dell'Opera di Roma nel marzo dello stesso anno 2006, Anna Bolena al Teatro Filarmonico di Verona, nel marzo del 2007, ed affrontando infine il ruolo di Elisabetta I nel Roberto Devereux all'Opéra di Marsiglia nel novembre del 2011. Dopo di allora questi ruoli hanno praticamente monopolizzato le sue esibizioni nei grandi teatri dell'Europa meridionale (principalmente Italia e Spagna), insieme all'ultima, e forse più clamorosa, acquisizione del suo nuovo repertorio: il 13 aprile del 2013, all'indomani del compimento del suo sessantacinquesimo compleanno, la Devia ha infatti debuttato nella temibile parte di Norma, al Teatro Comunale di Bologna, facendo in seguito di tale ruolo quello addirittura da lei più eseguito, seppur nell'ambito di un numero di apparizioni teatrali complessivamente limitato a non più di tre o quattro titoli l'anno. Dopo un'assenza durata molti anni, il 5 giugno del 2014, la Devia ha anche fatto una trionfale rentrée di fronte al pubblico di New York, alla Carnegie Hall, con una rappresentazione in forma di concerto del Roberto Devereux. Il successo si è ripetuto, due anni dopo, con la medesima opera, sempre in forma di concerto, in tutt'altra parte del mondo, a Mosca, di fronte al pubblico della Čajkovskij Concert Hall. Nella seconda metà del 2017 la Devia ha voluto portare Norma in diverse città del Giappone (al Teatro Nissay di Tokio nel mese di luglio, e poi a Kawasaki e Ōtsu in ottobre), in quella che è apparsa quasi come una forma di compensazione per un progetto andato a monte una quindicina di anni prima, e cioè di effettuare proprio in terra nipponica il tanto atteso debutto nel ruolo.
Nel 2016 ha vinto come interprete femminile gli International Opera Awards, mentre nel 2018 è stata insignita del premio "Una vita per la musica": il conferimento ha avuto luogo il 14 maggio nelle Sale Apollinee del Teatro La Fenice di Venezia nel quadro delle tre recite di Norma con cui la Devia ha dato l'addio alla sua carriera teatrale, pur annunciando che proseguirà invece ancora quella concertistica e didattica.
Nel 2019 è apparsa in un documentario in quattro episodi a lei dedicato dal titolo "Il Belcanto" scritto e condotto dal pianista e musicologo Simone Di Crescenzo, realizzato presso il Museo teatrale alla Scala di Milano e andato in onda sull'emittente televisiva Classica HD.

### Vita privata
Nella vita privata è stata la moglie del trombettista Sandro Verzari fino alla morte di quest'ultimo, avvenuta nel 2007.

## Critica
Si riportano qui di seguito alcune valutazioni critiche rilasciate nel corso degli anni nei riguardi dell'arte di Mariella Devia.
Rosenthal & Warrack
(Harold Rosenthal & John Warrack, Guide de l'Opéra [edizione francese di Roland Mancini & Jean-Jacques Rouveroux], Parigi, Fayard, 1986)
Enrico Stinchelli
Enrico Stinchelli, scrivendo al termine del primo trentennio della carriera della Devia, affianca la cantante a Edita Gruberová e Luciana Serra come espressione migliore del moderno soprano di coloratura, e la definisce
(Enrico Stinchelli, Le stelle della lirica. I grandi cantanti della storia dell'opera [seconda edizione riveduta e aggiornata], Roma, Gremese, 2002, p. 75, ISBN 88-8440-192-5)
Elvio Giudici
Elvio Giudici in L'Opera in CD e Video (1999) apprezza più volte il bel timbro, la splendida linea vocale, il legato, il sostegno e il controllo del fiato, la morbidezza degli acuti, il gusto e la musicalità come pure la padronanza della coloratura. Fa pure notare, come anche altri, una certa freddezza, uno scarso abbandono emotivo e una qual riservatezza: la perfezione dell'esecuzione sembrerebbe andare a scapito del calore interpretativo. Giudici nota pure come la Devia abbia spesso cantato in produzioni di medio livello per quanto riguarda direttore d'orchestra, regista e colleghi, così da non sempre esprimere al meglio le proprie qualità interpretative. Giudici osserva infine come, malgrado diverse incisioni, la Devia sia stata nel complesso ingiustamente trascurata dalle case discografiche.
Piero Mioli
(Piero Mioli [a cura di], Dizionario di musica classica. Dalle origini a oggi. Gli autori, le scuole, gli esecutori, le musiche, Milano, BUR, 2006, volume I, ISBN 978-8817006491)

## Carriera
Ha cantato nei maggiori teatri italiani:
- Ancona, Teatro delle Muse
- Bari, Teatro Petruzzelli
- Bologna, Teatro Comunale
- Bergamo Teatro Donizetti
- Cagliari, Teatro Lirico di Cagliari
- Carrara Teatro Animosi
- Catania, Teatro Massimo Bellini
- Cremona, Teatro Ponchielli
- Firenze, Teatro Comunale, Teatro della Pergola e Teatro dell'Opera
- Genova, Teatro Carlo Felice e Teatro Margherita
- Lecce, Teatro Paisiello
- Matera, Cineteatro Duni
- Messina, Teatro Vittorio Emanuele II
- Modena, Teatro comunale Luciano Pavarotti
- Montecarlo (LU), Teatro dei Rassicurati
- Milano, Teatro alla Scala e Teatro degli Arcimboldi
- Napoli, Teatro San Carlo
- Palermo, Teatro Massimo, Politeama Garibaldi
- Parma, Teatro Regio
- Piacenza, Teatro Municipale
- Pisa, Teatro Verdi[25]
- Ravenna, Teatro Alighieri
- Roma, Accademia Nazionale di Santa Cecilia
- Roma, Teatro Costanzi e Terme di Caracalla
- Rovigo, Teatro Sociale
- Sassari, Teatro Verdi
- Torino, Teatro Regio
- Treviso, Teatro Comunale
- Trieste, Teatro Verdi
- Venezia, Teatro La Fenice e Teatro Malibran
- Verona, Teatro Filarmonico

All'estero ha cantato nei seguenti teatri:
- A Coruña, Teatro Colón
- Amsterdam, Royal Concertgebouw
- Barcellona, Teatro Liceu
- Bruxelles, Théâtre Royal de la Monnaie
- Chicago, Lyric Opera
- Gand, Opera Vlaanderen
- Kawasaki, Karatsu Kawasaki Hall (Centro di sport e cultura di Kawasaki)
- Las Palmas, Teatro Pérez Galdós
- Londra, Royal Opera House Covent Garden
- Madrid, Teatro Real
- Marsiglia, Opéra municipal
- Monaco di Baviera, Bayerische Staatsoper
- Mosca, Sala Concerti Čajkovskij
- New York, Carnegie Hall
- New York, Metropolitan Opera
- Ōtsu, Shiga-kenritsu Geijutsu Gekijō Biwako Hall (Centro per le arti dello spettacolo di Shiga)
- Oviedo, Teatro Campoamor
- Parigi, Salle Favart (Opéra national), Opéra Bastille e Théâtre des Champs-Élysées
- San Francisco, War Memorial Opera House
- San Paolo, Theatro São Pedro
- Santa Cruz de Tenerife, Auditorio Adán Martín
- Siviglia, Teatro de la Maestranza
- Tokyo, Shin Kokuritsu Gekijō (Nuovo Teatro Nazionale) e Nissei Gekijō (Teatro Nissay)
- Valencia, Palau de les Arts Reina Sofía

Ha inoltre partecipato ai seguenti festival:
- Festival international d'art lyrique d'Aix-en-Provence
- Bregenzer Festspiele
- Festival dei Due Mondi a Spoleto
- Festival lirico areniano a Verona
- Maggio Musicale Fiorentino
- Ravenna Festival
- Rossini Opera Festival a Pesaro
- Sferisterio di Macerata
- Festival della Valle d'Itria a Martina Franca

Fra gli importanti direttori d'orchestra con i quali ha collaborato si possono citare:
- Claudio Abbado
- Roberto Abbado
- Bruno Bartoletti
- Daniele Callegari
- Bruno Campanella
- Riccardo Chailly
- Gabriele Ferro
- Antonino Fogliani
- Daniele Gatti
- Gianluigi Gelmetti
- Zubin Mehta
- Riccardo Muti
- Renato Palumbo
- Eve Queler
- Nello Santi
- Wolfgang Sawallisch
- Alberto Zedda

Fra i pianisti con cui si è esibita in recital figurano:
- Eve Queler
- Rosetta Cucchi
- Max Bullo
- Enrica Ciccarelli

## Repertorio operistico
| Ruolo                     | Titolo                               | Autore      |
| ------------------------- | ------------------------------------ | ----------- |
| Manon                     | Manon Lescaut                        | Auber       |
| Imogene                   | Il pirata                            | Bellini     |
| Giulietta Capuleti        | I Capuleti e i Montecchi             | Bellini     |
| Amina                     | La sonnambula                        | Bellini     |
| Norma                     | Norma                                | Bellini     |
| Beatrice                  | Beatrice di Tenda                    | Bellini     |
| Elvira                    | I puritani                           | Bellini     |
| Teresa                    | Benvenuto Cellini                    | Berlioz     |
| Leïla                     | Les pêcheurs de perles               | Bizet       |
| Micaela                   | Carmen                               | Bizet       |
| Lodoïska                  | Lodoïska                             | Cherubini   |
| Gabriella                 | L'hôtellerie portugaise              | Cherubini   |
| Elisetta                  | Il matrimonio segreto                | Cimarosa    |
| Lakmé                     | Lakmé                                | Delibes     |
| Nina                      | Il giovedì grasso                    | Donizetti   |
| Elisabetta I              | Elisabetta al castello di Kenilworth | Donizetti   |
| Anna Bolena               | Anna Bolena                          | Donizetti   |
| Adina                     | L'elisir d'amore                     | Donizetti   |
| Parisina                  | Parisina d'Este                      | Donizetti   |
| Lucrezia Borgia           | Lucrezia Borgia                      | Donizetti   |
| Elena                     | Marin Faliero                        | Donizetti   |
| Lucia                     | Lucia di Lammermoor                  | Donizetti   |
| Maria Stuarda             | Maria Stuarda                        | Donizetti   |
| Serafina                  | Il campanello                        | Donizetti   |
| Elisabetta I              | Roberto Devereux                     | Donizetti   |
| Marie                     | La Fille du régiment                 | Donizetti   |
| Adelia                    | Adelia                               | Donizetti   |
| Linda                     | Linda di Chamounix                   | Donizetti   |
| Norina                    | Don Pasquale                         | Donizetti   |
| La fata/Marton            | La Fée Urgèle                        | Duni        |
| Euridice                  | Orfeo ed Euridice                    | Gluck       |
| Marguerite                | Faust                                | Gounod      |
| Juliette                  | Roméo et Juliette                    | Gounod      |
| Elettra Ilia              | Idomeneo Re di Creta                 | Mozart      |
| Konstanze                 | Die Entführung aus dem Serail        | Mozart      |
| Madame Herz               | Der Schauspieldirektor               | Mozart      |
| Contessa d'Almaviva       | Le nozze di Figaro                   | Mozart      |
| Donna Anna Zerlina        | Don Giovanni                         | Mozart      |
| Despina                   | Così fan tutte                       | Mozart      |
| Regina della Notte Pamina | Die Zauberflöte                      | Mozart      |
| Antonia                   | Les contes d’Hoffmann                | Offenbach   |
| Farnaspe                  | Adriano in Siria                     | Pergolesi   |
| Cristina                  | Il Cordovano                         | Petrassi    |
| Suor Genoveffa            | Suor Angelica                        | Puccini     |
| Lauretta                  | Gianni Schicchi                      | Puccini     |
| Liù                       | Turandot                             | Puccini     |
| Sofia                     | Il signor Bruschino                  | Rossini     |
| Amenaìde                  | Tancredi                             | Rossini     |
| Donna Fiorilla            | Il turco in Italia                   | Rossini     |
| Desdemona                 | Otello                               | Rossini     |
| Adelaide                  | Adelaide di Borgogna                 | Rossini     |
| Elcìa                     | Mosè in Egitto                       | Rossini     |
| Elena                     | La donna del lago                    | Rossini     |
| Zelmira                   | Zelmira                              | Rossini     |
| Semiramide                | Semiramide                           | Rossini     |
| Comtesse Adèle            | Le Comte Ory                         | Rossini     |
| Elena                     | Il cappello di paglia di Firenze     | Rota        |
| Maria Rosaria             | Napoli milionaria                    | Rota        |
| Geneviève de Brabant      | Geneviève de Brabant                 | Satie       |
| Emma                      | Milton                               | Spontini    |
| Le rossignol              | Le rossignol                         | Stravinskij |
| Parasha                   | Mavra                                | Stravinskij |
| Giovanna d'Arco           | Giovanna d'Arco                      | Verdi       |
| Gilda                     | Rigoletto                            | Verdi       |
| Violetta Valery           | La traviata                          | Verdi       |
| Oscar                     | Un ballo in maschera                 | Verdi       |
| Nannetta                  | Falstaff                             | Verdi       |

## Discografia (parziale)
- Bellini: I puritani - Richard Bonynge/Coro e orchestra del Teatro Massimo Bellini di Catania/Christopher Robertson/William Matteuzzi/Eleonora Jankovic/Paolo Washington/Franco Federici, 2007 Nuova Era/M.A.T.
- Bellini: La sonnambula - Marcello Viotti/Luca Canonici, 2008 Nuova Era
- Cherubini: Lodoïska - Riccardo Muti/Orchestra e coro del Teatro alla Scala/Alessandro Corbelli, 1991 Sony
- Donizetti: L'elisir d'amore - Marcello Viotti/English Chamber Orchestra e Tallis Chamber Choir/Roberto Alagna/, 1993 Erato
- Donizetti: Lucia di Lammermoor - Zubin Mehta/Coro & Orchestra del Maggio Musicale Fiorentino/Bros/Frontali/Colombara, 1996 Fonè
- Donizetti: Lucrezia Borgia - Marco Guidarini/Orchestra Filarmonica Marchigiana e Coro Lirico Marchigiano “Vincenzo Bellini”/Giuseppe Filianoti/Marianna Pizzolato/Alex Esposito/Gregory Bonfatti/Roberto Gattei/Carlo Giacchetta/Massimiliano Luciani/Giacomo Medici, 2014 Bongiovanni
- Donizetti: Parisina  - Bruno Bartoletti/Orchestra e coro del Maggio Musicale Fiorentino/Dalmacio Gonzales/Giorgio Zancanaro/Dimitri Kavrakos/Tiziana Tramonti, 2016, Bongiovanni
- Mozart: Famous Sacred Works & A Little Night Music, K. 525 - Mariella Devia/Orchestra Filarmonica Marchigiana/Daniele Callegari, 2005 The Music Production/Fonè
- Rossini: Cantatas Vol. 1 - La Morte di Didone; Cantata per Pio IX - Riccardo Chailly/Paul Austin Kelly/Michele Pertusi/Francesco Piccoli/Coro Filarmonico della Scala/Orchestra Filarmonica della Scala, 1998 Decca
- Verdi: Rigoletto - Rico Saccani/Budapest Philharmonic Orchestra/Leo NucciMarcello Giordani, 2008 Rico Saccani
- Verdi: Complete Chamber Songs - Sergej Larin/Michele Pertusi/Parma Opera Ensemble, 2012 Milano Dischi
- Devia: Arie da Opere - Mariella Devia, 2013 Bongiovanni
- Devia: La Morte di Didone e Arie di Baule - Mariella Devia/Orchestra del Teatro Comunale di Bologna, 2013 Bongiovanni

## Filmografia (parziale)
| Anno | Titolo Ruolo                   | Cast                                                       | Direttore Regista                        | Teatro                        | Etichetta          |
| ---- | ------------------------------ | ---------------------------------------------------------- | ---------------------------------------- | ----------------------------- | ------------------ |
| 1992 | Lucia di Lammermoor Lucia      | Renato Bruson, Vincenzo La Scola, Carlo Colombara          | Stefano Ranzani Pier'Alli                | Teatro alla Scala             | Opus Arte          |
| 1996 | La figlia del reggimento Marie | Ewa Podleś, Bruno Praticò, Paul Austin Kelly               | Donato Renzetti Filippo Crivelli         | Teatro alla Scala             | TDK                |
| 2002 | Marin Faliero Elena            | Rockwell Blake, Michele Pertusi, Roberto Servile           | Ottavio Dantone Daniele Abbado           | Teatro Regio di Parma         | Hardy Classic      |
| 2008 | Maria Stuarda                  | Francesco Meli, Anna Caterina Antonacci, Simone Alberghini | Antonino Fogliani Pier Luigi Pizzi       | Teatro alla Scala             | Arthaus Musik      |
| 2009 | La traviata Violetta           | Alejandro Roy, Gabriele Viviani                            | Michele Mariotti Massimo Gasparon        | Sferisterio di Macerata       | Unitel (A00008821) |
| 2016 | Roberto Devereux Elisabetta    | Silvia Tro Santafé, Gregory Kunde, Marco Caria             | Bruno Campanella Alessandro Talevi       | Teatro Real di Madrid         | BelAir             |
| 2016 | Roberto Devereux Elisabetta    | Sonia Ganassi, Stefan Pop, Mansoo Kim                      | Francesco Lanzillotta Alfonso Antoniozzi | Teatro Carlo Felice di Genova | Dynamic            |